# Слепень Мюльфельда
Слепень Мюльфельда (лат. Hybomitra muehlfeldi) — вид слепней из подсемейства Tabaninae.

## Описание
Длина тела имаго 11—16,5 мм. У самок глаза с тремя полосками, покрыты коричнево-серыми волосками. У самцов нижние омматидии меньше, чем верхние. Лобная полоска между глазами узкая. Третий членик усиков красно-коричневый, на конце чёрный. Нотоплевры тёмно-коричневые. Преимущественная окраска бёдер чёрно-серая, голеней — жёлто-коричневая. Брюшко тёмное с желтовато-коричневыми пятнами по бокам первых трёх тергитов. Задний край тергитов с едва заметными серыми треугольными пятнами, которое могут стираться у старых особей. Стерниты брюшка жёлто-коричневые. По середине второго стернита имеется чёрное пятно. Три последних стернита чёрно-серые. Сходен с Hybomitra ciureai.
Личинка красновато-коричневая или буровато-зелёный длиной до 32 мм. Куколка желтовато-коричневая длиной до 20 мм. Яйцекладка в виде двухслойной полоски лаково-блестящих яиц.

## Биология
Многочисленный в таежной зоне вид. Самки активно нападают на людей и домашний скот. Период лёта с начала июня до середины августа. Личинки развиваются по берегам озёр, речных затонов и мелиоративных канав.

## Распространение
Встречается по всей Европе и Европейской части России, в Турции, на Кавказе (Грузия), Сибири, Казахстане, Дальнем Востоке, Монголии. Возможно в Китае и Японии.